# 산청 대포리 민씨고가
산청 대포리 민씨고가(山淸 大浦里 閔氏古家)는 대한민국 경상남도 산청군 생초면에 있는 건축물이다. 1986년 8월 6일 경상남도의 문화재자료 제163호로 지정되었다.

## 현지 안내문
지은 시기를 정확하게 알 수 없으나, 전하는 말에 따르면 약 70년 전에 지은 것으로 추정한다.
건물 구조는 안채, 곳간채, 대문채 등으로 구성되어 있다. 안채는 앞면 4칸·옆면 3칸 규모로, 지붕은 옆면에서 볼 때 여덟 팔(八)자 모양의 팔작지붕이며 ㄱ자형 평면을 갖추었다. 곳간채는 앞면 3칸·옆면 1칸 규모에 一자형 평면을 이루고 있다. 대문채는 앞면 6칸·옆면 1칸 규모이며, 지붕은 옆면에서 볼 때 사람 인(人)자 모양을 한 맞배지붕으로 꾸몄다.

## 참고 자료
- 산청 대포리 민씨고가 - 국가유산청 국가유산포털